# Two and Two Make Six
Doi ori doi fac șase  (titlu original: Two and Two Make Six, cunoscut și ca A Change of Heart sau The Girl Swappers) este un film britanic din 1962 regizat de Freddie Francis. În rolurile principale joacă actorii George Chakiris, Jack MacGowran.

## Prezentare
Ei și-au schimbat partenerii... au comutat poveștile de dragoste ... și au furat reciproc inimile!

## Distribuție
- George Chakiris - Larry Currado
- Janette Scott - Irene
- Alfred Lynch - Thomas 'Tom' Ernest Bennett
- Jocelyn Lane - Julie Matthews
- Athene Seyler - Aunt Phoebe Tonks
- Bernard Braden - Sergeant Sokolow
- Malcolm Keen - Harry Stoneham
- Ambrosine Phillpotts - Lady Smith-Adams
- Jack MacGowran - Night Porter
- Robert Ayres - Colonel Robert Thompson
- Edward Evans - Mack
- Harry Locke - Ted
- Jeremy Lloyd - Bowler-hatted young man
- Marianne Stone - Grand Hotel day receptionist

## Producție
Filmările au avut loc la  Shepperton Studios, Shepperton, comitatul Surrey, Anglia.